# Burusera

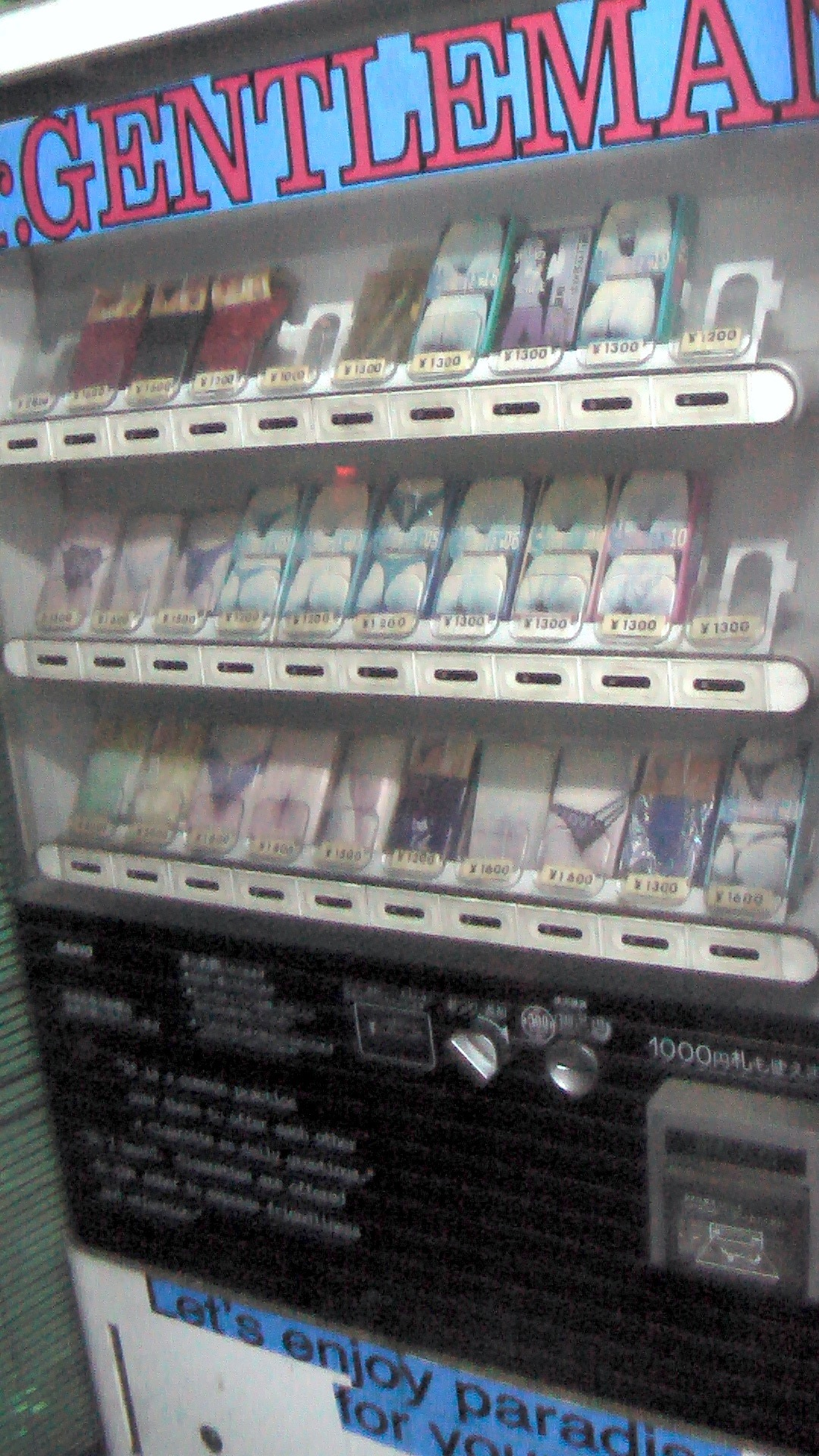
Un distributore automatico di biancheria intima usata installato nell'area di Chiba

Burusera (ブルセラ?) è un termine della lingua giapponese creato unendo il termine burumā (ブルマー?) (i pantaloncini delle divise di educazione fisica) con sērā-fuku (セーラー服?) (la marinaretta, la tradizionale divisa scolastica femminile). Il termine viene utilizzato anche per indicare le studentesse che vendono la loro biancheria intima o le loro divise scolastiche.

## I Burusera shop
I Burusera shop vendono tute da ginnastica femminili usate e divise scolastiche. In questi negozi vengono vendute anche altre merci acquistate dalle studentesse come biancheria intima, costumi da bagno scolastici usati nelle lezioni di educazione fisica, calzini, cancelleria, assorbenti igienici, saliva, urina e feci.
Gli abiti sono spesso accompagnati da foto (apparentemente originali) raffiguranti la ragazza che li indossava. I clienti di questi negozi sono soprattutto uomini che amano sentire gli odori emanati dagli indumenti o li usano in altri modi per soddisfare il loro feticismo.
In passato le studentesse vendevano pubblicamente i loro indumenti usati, sia tramite i Burusera shop che appoggiandosi a negozi di telefonia cellulare per vendere direttamente ai clienti. Nel 2004, quando a Tokyo entrarono in vigore delle leggi che vietavano di acquistare da minorenni la loro biancheria intima usata, sono stati segnalati dei casi di ragazze minorenni che permettevano ai loro clienti (chiamati kagaseya (嗅がせ屋?) o annusatori) di annusare le mutandine che stavano indossando.

## Namasera e burusera
Il Namasera (ナマセラ?) viene considerato come una variante del burusera. La prima parte del nome, Nama, significa fresco ed è usato nel senso di "appena preparato". Il concetto è lo stesso del burusera, ma in questo caso le mutandine sono ancora indossate dalle ragazze che se le tolgono per consegnarle direttamente al cliente presente nel Burusera shop. Il prezzo di un paio di mutandine namasera è compreso tra i 5 000 e i 10 000 yen (corrispondenti, al cambio del 1º febbraio 2018, a 37-73 euro)

## Limitazioni imposte dalla legge
Nell'agosto del 1994 il titolare di un Burusera shop che aveva permesso a una studentessa di vendere la sua biancheria usata fu arrestato dalla Polizia Metropolitana di Tokyo. L'uomo venne accusato di aver violato l'articolo 34 del Child Welfare Act e l'articolo 175 del Codice penale giapponese; la polizia ipotizzò anche la violazione del Secondhand Articles Dealer Act che proibisce l'acquisto di merce di seconda mano senza avere la licenza specifica.
Le leggi sulla pedopornografia imposero un controllo legale sulle attività legate alle burusera nel 1999. Le merci presenti nei Burusera shop, tuttavia, non sono materiale pedopornografico e la loro vendita viene vista dalle studentesse come un modo facile per ottenere del denaro aggiuntivo per le loro esigenze. L'attività svolta nei Burusera shop venne comunque indicata come una forma di abuso sessuale sui minori.
Nel 2004 le Prefetture giapponesi iniziarono a imporre normative per limitare l'acquisto e la vendita di biancheria usata, saliva, urina e feci di persone minori di 18 anni.